# نووکویبیشفسک
شهر نووکویبیشفسک (به روسی: Новокуйбышевск) در کشور روسیه و در اوبلاست سامارا واقع شده‌است.